# Loves Park
Loves Park ist eine Stadt im Winnebago County im Norden des US-amerikanischen Bundesstaates Illinois.
Die Stadt ist mittlerweile über die Countygrenze hinausgewachsen, sodass sich ein Teil der Stadt heute im Boone County befindet. Das U.S. Census Bureau hat bei der Volkszählung 2020 eine Einwohnerzahl von 23.397 ermittelt. Loves Park ist Bestandteil der Metropolregion Rockford.

## Geografie
Loves Park liegt am Ostufer des Rock River, südlich von Machesney Park. Die Stadt erstreckt sich über 37,89 km², die sich auf 36,86 km² Land- und 1,03 km² Wasserfläche verteilen.
Durch das Zentrum von Loves Park verläuft die von Rockford nach Norden führende Illinois State Route 151 und parallel dazu eine Bahnlinie.
Loves Park ist ein Vorort von Rockford, dessen Stadtzentrum 7,7 km südsüdöstlich den Rock River abwärts liegt. Umliegende Großstädte sind Chicago (138 km südöstlich), die Quad Cities (187 km südwestlich), Wisconsins Hauptstadt Madison (104 km nördlich) und Milwaukee (143 km nordöstlich).
Der Shorewood Park in Loves Park ist Sitz der Rockford Ski Broncs, eines Wasserski-Showvereins. Öffentliche Vorführungen finden zwei Mal wöchentlich auf dem Rock River statt. Für die Zuschauer bestehen Tribünen im Shorewood Park.

## Demografische Daten
Bei der offiziellen Volkszählung im Jahre 2000 wurde eine Einwohnerzahl von 20.044 ermittelt. Diese verteilten sich auf 8.144 Haushalte in 5.399 Familien. Die Bevölkerungsdichte lag bei 529,0 Einwohnern pro Quadratkilometer. Es gab 8.438 Wohngebäude, was einer Bebauungsdichte von 222,7 Gebäuden je Quadratkilometer entsprach.
Die Bevölkerung bestand im Jahre 2000 aus 92,9 Prozent Weißen, 2,3 Prozent Afroamerikanern, 0,2 Prozent Indianern, 1,8 Prozent Asiaten und 1,1 Prozent anderen. 1,6 Prozent gaben an, von mindestens zwei dieser Gruppen abzustammen. 3,3 Prozent der Bevölkerung bestand aus Hispanics, die verschiedenen der genannten Gruppen angehörten.
26,2 Prozent waren unter 18 Jahren, 8,0 Prozent zwischen 18 und 24, 33,7 Prozent von 25 bis 44, 20,8 Prozent von 45 bis 64 und 11,3 Prozent 65 und älter. Das mittlere Alter lag bei 35 Jahren. Auf 100 Frauen kamen statistisch 95,9 Männer, bei den über 18-Jährigen 92,7.
Das mittlere Einkommen pro Haushalt betrug 45.238 US-Dollar (USD), das mittlere Familieneinkommen 52.061 USD. Das mittlere Einkommen der Männer lag bei 38.167 USD, das der Frauen bei 25.771 USD. Das Pro-Kopf-Einkommen belief sich auf 20.781 USD. Rund 3,7 Prozent der Familien und 5,0 Prozent der Gesamtbevölkerung lagen mit ihrem Einkommen unter der Armutsgrenze.